# Catalonien Rundt 2007
Catalonien Rundt 2007 foregik mellem 21. og 27. maj og var den 87. udgave af Catalonien Rundt. Løbet startede med en holdtidskørsel i Salou og blev afsluttet i Cataloniens hovedstad Barcelona. 
I tillæg til ProTour-holdene blev der delt fem "wildcards" ud til Kontinental-holdene: Karpin-Galicia, Relax-GAM, Andalucia-Cayasur, Fuerteventura-Canarias og Slipstream-Chipotle.
Vladimir Karpets vandt sammenlagt foran Michael Rogers og Denis Mensjov.

## Etaperne

### 1. etape: Salou, 15,7 km (holdtidskørsel)
21-05-2007
|   | Hold             | Tid    |
| - | ---------------- | ------ |
| 1 | Caisse d'Epargne | 16.54  |
| 2 | CSC              | + 0.16 |
| 3 | Astana           | + 0.17 |

### 2. etape: Salou – Perafort, 170 km
22-05-2007
|   | Rytter         | Hold     | Tid     |
| - | -------------- | -------- | ------- |
| 1 | Mark Cavendish | T-Mobile | 4:01.47 |
| 2 | Aaron Kemps    | Astana   | s.t     |
| 3 | Leonardo Duque | Cofidis  | s.t.    |

### 3. etape: Perafort – Tàrrega, 182,1 km
23-05-2007
|   | Rytter          | Hold              | Tid     |
| - | --------------- | ----------------- | ------- |
| 1 | Allan Davis     | Discovery Channel | 4:29.26 |
| 2 | Baden Cooke     | Unibet.com        | s.t     |
| 3 | Daniele Bennati | Lampre            | s.t.    |

### 4. etape: Tàrrega – Vallnord-Arinsal (Andorra), 203,1 km
24-05-2007
|   | Rytter            | Hold      | Tid     |
| - | ----------------- | --------- | ------- |
| 1 | Óscar Sevilla     | Relax-GAM | 6:06.43 |
| 2 | Michael Rogers    | T-Mobile  | + 0.33  |
| 3 | Christophe Moreau | ag2r      | + 0.34  |

### 5. etape: Sornas – Vallnord-Arcalís (Andorra), 17,1 km (Enkeltstart)
25-05-2007
|   | Rytter           | Hold               | Tid    |
| - | ---------------- | ------------------ | ------ |
| 1 | Denis Mensjov    | Rabobank           | 38.58  |
| 2 | Vladimir Karpets | Caisse d'Epargne   | + 0.04 |
| 3 | Rémy Di Gregorio | Française des Jeux | + 0.24 |

### 6. etape: Llivia – Lloret de Mar, 177,1 km
26-05-2007
|   | Rytter         | Hold     | Tid     |
| - | -------------- | -------- | ------- |
| 1 | Mark Cavendish | T-Mobile | 3:59.55 |
| 2 | Leonardo Duque | Cofidis  | s.t     |
| 3 | Paolo Bossoni  | Lampre   | s.t     |

### 7. etape: Lloret de Mar – Barcelona, 119,3 km
27-05-2007
|   | Rytter              | Hold      | Tid      |
| - | ------------------- | --------- | -------- |
| 1 | Samuel Sánchez      | Euskaltel | 02:46.06 |
| 2 | Alexander Vinokurov | Astana    | + 0.05   |
| 3 | Denis Mensjov       | Rabobank  | + 0.09   |

## Trøjerne dag for dag
| Etape (Vinder)             | Førertrøjen      | Bjergkonkurrencen       | Pointkonkurrencen | Sprintkonkurrencen | Holdkonkurrencen |
| -------------------------- | ---------------- | ----------------------- | ----------------- | ------------------ | ---------------- |
| Etape 1 (Caisse d'Epargne) | Vladimir Karpets | Ingen                   | Ingen             | Ingen              | Caisse d'Epargne |
| Etape 2 (Mark Cavendish)   | Imanol Erviti    | Francisco Jose Martinez | Mark Cavendish    | Victor Hugo Peña   | Caisse d'Epargne |
| Etape 3 (Allan Davis)      | Imanol Erviti    | Francisco Jose Martinez | Baden Cooke       | Victor Hugo Peña   | Caisse d'Epargne |
| Etape 4 (Oscar Sevilla)    | Oscar Sevilla    | Luis Pasamontes         | Baden Cooke       | Luis Pasamontes    | Relax-Gam        |
| Etape 5 (Denis Mensjov)    | Vladimir Karpets | Luis Pasamontes         | Denis Mensjov     | Luis Pasamontes    | Relax-Gam        |
| Etape 6 (Mark Cavendish)   | Vladimir Karpets | Luis Pasamontes         | Mark Cavendish    | Victor Hugo Peña   | Relax-Gam        |
| Etape 7 (Samuel Sánchez)   | Vladimir Karpets | Luis Pasamontes         | Denis Mensjov     | Victor Hugo Peña   | Relax-Gam        |
| Vinder                     | Vladimir Karpets | Luis Pasamontes         | Denis Mensjov     | Victor Hugo Peña   | Relax-Gam        |

## Sammenlagt
|    | Rytter            | Hold              | Tid      |
| -- | ----------------- | ----------------- | -------- |
| 1  | Vladimir Karpets  | Caisse d'Epargne  | 22:21.05 |
| 2  | Michael Rogers    | T-Mobile          | + 0.40   |
| 3  | Denis Mensjov     | Rabobank          | + 0.40   |
| 4  | Christophe Moreau | ag2r              | + 1.34   |
| 5  | Óscar Sevilla     | Relax-GAM         | + 1.34   |
| 6  | Francisco Mancebo | Relax-GAM         | + 1.59   |
| 7  | John Gadret       | ag2r              | + 2.19   |
| 8  | Marcos Serrano    | Karpin Galicia    | + 2.39   |
| 9  | Laurens ten Dam   | Unibet.com        | + 2.44   |
| 10 | Janez Brajkovič   | Discovery Channel | + 2.47   |

## Pointkonkurrencen
|   | Rytter         | Hold     | Point |
| - | -------------- | -------- | ----- |
| 1 | Denis Mensjov  | Rabobank | 55    |
| 2 | Mark Cavendish | T-Mobile | 50    |
| 3 | Michael Rogers | T-Mobile | 41    |

## Bjergkonkurrencen
|   | Rytter          | Hold           | Point |
| - | --------------- | -------------- | ----- |
| 1 | Luis Pasamontes | Unibet.com     | 86    |
| 2 | Denis Mensjov   | Rabobank       | 51    |
| 3 | Eladio Jiménez  | Karpin Galicia | 43    |

## Sprintkonkurrencen
|   | Rytter                  | Hold              | Point |
| - | ----------------------- | ----------------- | ----- |
| 1 | Víctor Hugo Peña        | Unibet.com        | 9     |
| 2 | Francisco José Martínez | Andalucia-Cayasur | 7     |
| 3 | José Ruiz               | Andalucia-Cajasur | 6     |

## Holdkonkurrencen
|   | Hold       | Tid      |
| - | ---------- | -------- |
| 1 | Relax-GAM  | 67:10.29 |
| 2 | ag2r       | + 1.13   |
| 3 | Unibet.com | + 3.07   |

## Eksterne links
- Officiel hjemmeside